# Sphaeromias theileri
Sphaeromias theileri är en tvåvingeart som beskrevs av Meillon och Wirth 1981. Sphaeromias theileri ingår i släktet Sphaeromias och familjen svidknott. Inga underarter finns listade i Catalogue of Life.